# Ciego de Ávila (tỉnh)
Ciego de Ávila là một tỉnh của Cuba, trước đây nó là một phần của tỉnh Camagüey. Thủ phủ tỉnh này là Ciego de Ávila nằm ở Carretera Central (xa lộ miền trung), và thành phố thứ hai là Morón, nằm về phía bắc.
Ngoài khơi phía bắc của tỉnh này có quần đảo Jardines del Rey được phát triển làm khu nghỉ mát du lịch, chủ yếu là Cayo Coco và Cayo Guillermo. Bờ biển nam là các rừng đước.
Giữa Morón và bờ bắc có nhiều hồ, bao gồm Laguna de Leche ("Phá sữa", vì nước có màu trắng do có lượng lớn đá vôi nằm dưới đáy hồ.
Central Ciego de Ávila là nơi nuôi gia súc, trồng mía đường, các loại cây chanh cam, bưởi chùm. Tỉnh này được tách từ tỉnh Camagüey năm 1975.

## Các đô thị
| Đô thị           | Dân số (2004) | Diện tích (km²) | Vị trí                                        | Ghi chú |
| ---------------- | ------------- | --------------- | --------------------------------------------- | ------- |
| Baraguá          | 32408         | 728             | 21°40′56″B 78°37′28″T / 21,68222°B 78,62444°T | Gaspar  |
| Bolivia          | 16612}}       | 918             | 22°04′30″B 78°21′1″T / 22,075°B 78,35028°T    |         |
| Chambas          | 39868         | 769             | 22°11′48″B 78°54′47″T / 22,19667°B 78,91306°T |         |
| Ciego de Ávila   | 135736        | 445             | 21°50′53″B 78°45′46″T / 21,84806°B 78,76278°T | Tỉnh lỵ |
| Ciro Redondo     | 29560         | 588             | 22°01′8″B 78°42′10″T / 22,01889°B 78,70278°T  |         |
| Florencia        | 19811         | 286             | 22°08′51″B 78°58′1″T / 22,1475°B 78,96694°T   |         |
| Majagua          | 26617         | 544             | 21°55′28″B 78°59′26″T / 21,92444°B 78,99056°T |         |
| Morón            | 60612         | 615             | 22°06′39″B 78°37′40″T / 22,11083°B 78,62778°T |         |
| Primero de Enero | 27813         | 713             | 21°56′43″B 78°25′8″T / 21,94528°B 78,41889°T  |         |
| Venezuela        | 27333         | 716             | 21°45′4″B 78°46′44″T / 21,75111°B 78,77889°T  |         |

Source: Population from 2004 Census. Area from 1976 municipal re-distribution.

## Dân số
Năm 2004, tỉnh Ciego de Ávila có dân số 416.370. Với tổng diện tích 6.783,13 km² (2.619 mi²), mật độ dân số 61,4người/km² (159người/sq mi).